# Frittenbude (Band)
Frittenbude ist eine bayerische Rap/Punkband, deren Mitglieder mittlerweile in Berlin wohnen. Sie wird dem Genre Electropunk zugeordnet. Sie setzt sich stark gegen rechtsextreme Gewalt ein, unter anderem durch Unterstützung linksautonomer Antifa-Gruppen. Sie stand beim Musiklabel Audiolith unter Vertrag.

## Geschichte

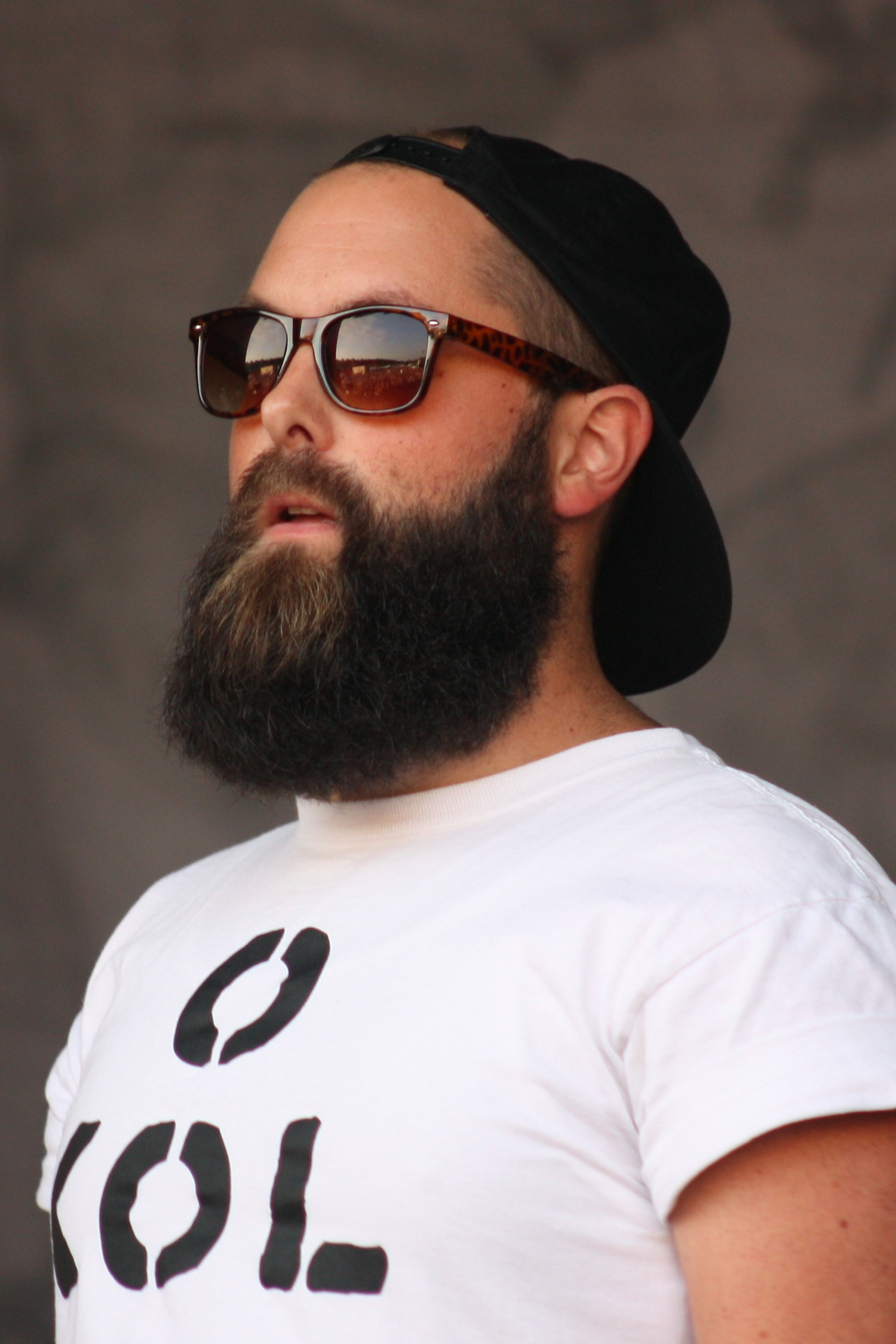
Johannes Rögner beim Folklore 013

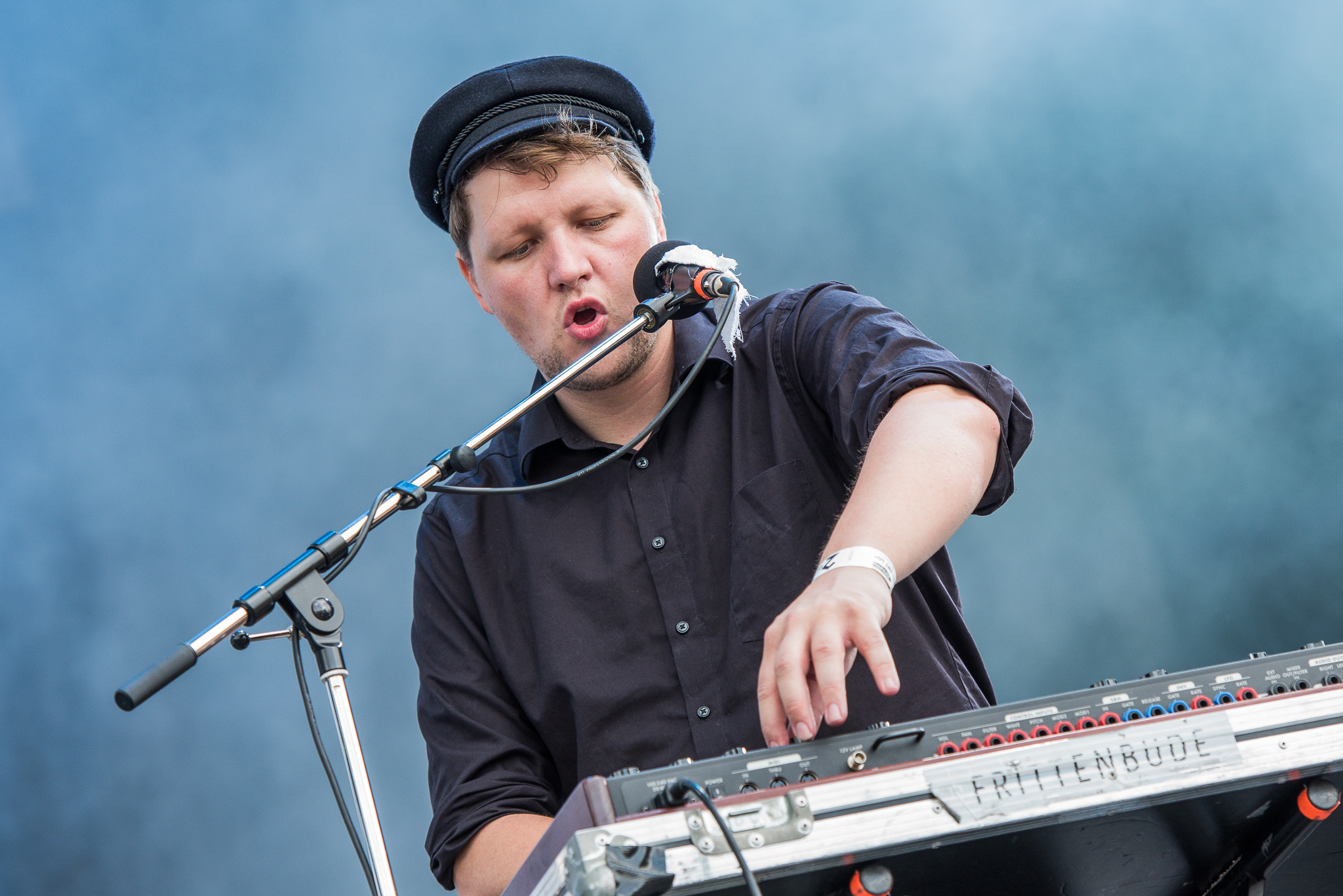
Jakob Haeglsperger beim Rock im Park 2016

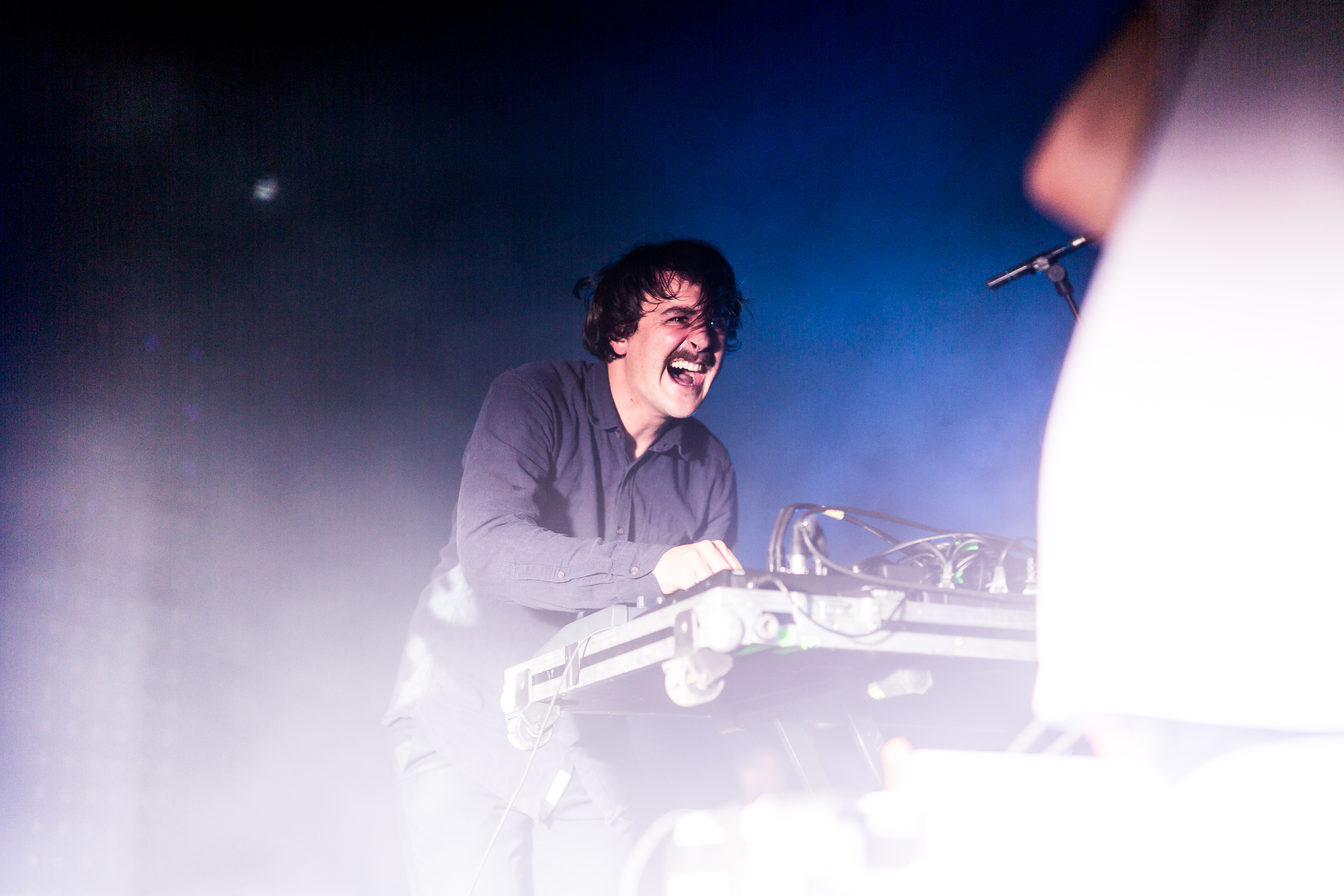
Philipp Dübell (2016)

Die Band wurde 2006 während einer Autofahrt zum Pfingst-Open-Air Passau gegründet. Weil das Autoradio nicht funktionierte, begannen die späteren Bandmitglieder zu eigenen Beats zu singen und zu rappen.
Im Jahr 2008 veröffentlichten sie ihr Debütalbum Nachtigall. Auf diesem befinden sich 14 Songs, welche oft humorvolle Texte haben. Einige Stücke sind auch gesellschaftskritisch (z. B. Mindestens in 1000 Jahren). Oft geht es jedoch um den Besuch von Diskotheken und das Nachtleben (z. B. Die Nacht oder Pandabär).
Trotz einiger politischer Texte bezeichnet sich Frittenbude nicht als „politische Band“, obwohl sie bei Demonstrationen und anderen Veranstaltungen politisch mitwirkt und aktiv für diese wirbt. Als erste Singleauskopplung wurde Pandabär publiziert, gefolgt von Mindestens in 1000 Jahren, Electrofikkkke und im September 2009 Das Licht.
Nach dem großen Erfolg insbesondere mit Mindestens in 1000 Jahren spielte die Band auf Festivals wie dem Immergut Festival, dem Melt! dem Juicy Beats, dem Rocken am Brocken und dem Taubertal-Festival.
In ihrer Anfangszeit wurden Frittenbude insbesondere durch Remixe bekannt. Eine Besonderheit dabei ist, dass Frittenbude hierbei nicht nur – wie für Remixe üblich – die Instrumentalisierung abändern, sondern auch die Texte. So heißt z. B. ein Remix des Songs Graceland von Kettcar nicht mehr Graceland, sondern Raveland. Meist dienen diese Änderungen dazu, den Text humorvoller zu gestalten. In einigen Fällen wird aber auch eine politische Aussage hinzugefügt oder eine vorhandene verstärkt:

„Was kostet ein Soldat?
Und am nächsten Tag sein Grab?“

„Wir haben euch was mitgebracht. (Bass, Bass, Bass)
Fürs Nazi- und Faschistenpack gibts Hass, Hass, Hass!“

Nach Beendigung der „Schande kennt keine Heimat“-Tour begann die Band mit der Arbeit an ihrem zweiten Album Katzengold. Dieses erschien nach Veröffentlichung der Single Und täglich grüßt das Murmeltier (30. April 2010) am 28. Mai 2010 wie bereits Nachtigall bei Audiolith. Der Stil von Nachtigall wird weitestgehend fortgesetzt, insgesamt sind die Lieder auf Katzengold etwas ruhiger. Die Limited Edition von Katzengold beinhaltet neben dem normalen Album auch das Plörre-Remixalbum, eine Sammlung bisher erschienener Remixe von Frittenbude, unter anderem für Kettcar, Egotronic und Supershirt. Mit Platz 57 gelang Frittenbude erstmals der Sprung in die Deutschen Album Top 100 Charts.
Im Sommer 2010 trat die Band wieder auf verschiedenen Festivals, unter anderem dem Melt, dem Hurricane und dem Southside auf. Beim Hurricane Festival in Scheeßel war der Andrang im Festivalzelt so unerwartet groß, dass der Auftritt aus Sicherheitsgründen abgebrochen wurde. Dafür spielte die Band einen Überraschungsgig in Hamburg und hatte für die Hurricane-, Southside- und Taubertal Festivals 2011 zugesagt.
Ihren Auftritt beim Chiemsee Reggae Summer 2011 sagten sie aus Protest gegen den Auftritt des für homophobe Liedtexte bekannten Künstlers Capleton ab.
Das dritte Album der Band trägt den Namen Delfinarium und ist am 11. Mai 2012 ebenfalls bei Audiolith erschienen.
Am 21. August 2015 erschien das vierte Album, welches den Namen Küken des Orion trägt. Zusätzlich erschien in der limitierten CD- bzw. Vinyl-Box das Bonusalbum Gänsemuseum, welches fünf weitere Tracks mit befreundeten Musikern enthält.
Im Herbst 2018 erschienen die beiden Singles Die Dunkelheit darf niemals siegen (feat. Jörkk Mechenbier) und Süchtig, welche dem für 2019 angekündigten Album Rote Sonne entnommen sind.
Am 22. Februar 2019 erschien ihr fünftes Album Rote Sonne.
Am 9. März 2022 gab die Band bekannt, dass Bandmitglied Martin Steer die Band verlasse und man die musikalische Arbeit nun zunächst als Duo fortsetzen wolle.
Am 10. März 2023 erschien ihr sechstes Album Apokalypse Wow bei ihrem eigenen Label Nachti, statt wie bisher Audiolith. Dies beinhaltet die bereits veröffentlichten Singles Stoli (2022), Vorbei (2023) und Suchen/Finden (2023).

## Nebenprojekte
- Martin Steer ist Sänger und Gitarrist der 2004 gegründeten Band pandoras.box. Steer war außerdem unter dem Pseudonym Midimúm aktiv und ist Mitbegründer des Berliner Labels Antime. Am 6. April 2018 erscheint sein selbstbetiteltes Album unter dem Namen Bad Stream auf Antime.
- Jakob Häglsperger ist als Solo-Künstler Kalipo (früher JA!KOB oder Das Basslaster) aktiv.
- Johannes Rögner bildet zusammen mit Kevin Hamann (Clickclickdecker, Bratze) das Duo Lama L.A. Außerdem betreibt er seit 2013 das Independentlabel Anette Records.

## Diskografie

### Alben
- 2008: Nachtigall
- 2010: Katzengold
- 2010: Plörre (Remix-Album)
- 2012: Delfinarium
- 2015: Küken des Orion
- 2015: Gänsemuseum (Bonus-Mini-Album)
- 2019: Rote Sonne
- 2023: Apokalypse Wow
- 2025: Tyrannosaurus Rave (EP)

### Singles
- 2008: Pandabär
- 2008: Mindestens in 1000 Jahren
- 2009: Electrofikkkke
- 2009: Das Licht
- 2009: Nach Fest kommt Fest / Steven Seagull (Doppelsingle)[21]
- 2009: Jung, abgefuckt, kaputt und glücklich
- 2010: Und täglich grüßt das Murmeltier
- 2010: Bilder mit Katze
- 2011: Durch diese Nächte feat. Herrenmagazin
- 2012: Einfach nicht leicht
- 2012: Wings
- 2012: Zeitmaschinen aus Müll / Nicht alles Gold
- 2013: Panda (Mediengruppe Telekommander Cover)
- 2013: Dandyrevolution (Tocotronic Cover)
- 2015: Stürzende Helden
- 2015: Die Möglichkeit eines Lamas
- 2015: Michael Jackson hatte recht
- 2016: Zukunft aus Champagner
- 2017: Die Glocke feat. Carlito (Soli für Viva con Agua)
- 2018: Die Dunkelheit darf niemals siegen feat. Jörkk Mechenbier
- 2018: Süchtig
- 2019: Vida
- 2022: Sandradome
- 2022: Stoli
- 2023: Vorbei
- 2023: Suchen/Finden
- 2023: Mindestens in 1000 Jahren (2023)
- 2023: Hildegard (Kalipo Edit)
- 2024: Acid Bass
- 2024: Der Weg zu zweit
- 2024: Der Stoff aus dem Flügel sind feat. Christin Nichols

## Auszeichnungen
- 2012: 1 Live Krone als bester „Plan B-Act“